# Eophileurus
Eophileurus — рід пластинчатовусих жуків підродини (іноді виокремлюють у родину) жуків-носорогів. Поширений у Південно-Східній Азії та Індонезії.

## Опис
Від середнього до великого розміру (20-40 мм), довгасті, блискучі жуки від червоно-коричневого до чорного забарвлення. У самця на лобі короткий ріг, переднеспинка має поздовжню борозну і зазвичай видовбана спереду, де є невеликий горбок, і досить щільно пунктована. Крила відносно довгі і вузькі з чіткими пунктирними смугами.
Личинки живуть у гнилій, мертвій деревині. Вони є хижаками, які полюють на інших комах. Дорослі жуки можуть жити досить довго.

## Види
- Eophileurus akitai Yamaya & Muramoto, 2008
- Eophileurus assamensis (Fairmaire, 1898)
- Eophileurus baliensis Yamaya & Muramoto, 2008
- Eophileurus baolocensis Muramoto, 2004
- Eophileurus birmanicus Lamant-Voirin, 1995
- Eophileurus borneensis Endrödi, 1977
- Eophileurus celebensis Arrow, 1914
- Eophileurus chinensis (Faldermann, 1835)
- Eophileurus cingalensis Arrow, 1908
- Eophileurus confinis Prell, 1913
- Eophileurus convexus (Arrow, 1900)
- Eophileurus dentatus (Blackburn, 1895)
- Eophileurus felschei Prell, 1913
- Eophileurus fenicheli Endrödi, 1977
- Eophileurus forsteri Endrödi, 1971
- Eophileurus gracilis Prell, 1913
- Eophileurus heyrovskyi Kral & Strnad, 1992
- Eophileurus himalayensis Endrödi, 1977
- Eophileurus howdeni Yamaya & Muramoto, 2008
- Eophileurus iwasei Muramoto, 1995
- Eophileurus javanus Prell, 1913
- Eophileurus kachinensis Yamaya & Maeda, 2006
- Eophileurus malayanus Yamaya & Muramoto, 2008
- Eophileurus malyi Endrödi, 1978
- Eophileurus montanus Prell, 1913
- Eophileurus multidentatus Miyake & Yamaya, 1993
- Eophileurus nicobarensis Endrödi, 1977
- Eophileurus nii Yamaya & Muramoto, 2008
- Eophileurus nilgirensis Arrow, 1908
- Eophileurus oblongus Lamant-Voirin, 1995
- Eophileurus pectoralis Arrow, 1914
- Eophileurus perforatus Arrow, 1908
- Eophileurus planatus (Wiedemann, 1823)
- Eophileurus platypterus (Wiedemann, 1823)
- Eophileurus quadrigeminatus Arrow, 1914
- Eophileurus ryuheii Muramoto, 2011
- Eophileurus sondaicus Prell, 1913
- Eophileurus spatulicornis Lamant-Voirin, 1995
- Eophileurus spinosus Lamant-Voirin, 1995
- Eophileurus sukkiti Yamaya & Maeda, 2006
- Eophileurus sumbaianus Endrödi, 1977
- Eophileurus takakuwai Yamaya & Muramoto, 2008
- Eophileurus tenuiformis Yamaya & Maeda, 2006
- Eophileurus tetraspermexitus Ratcliffe, 1988
- Eophileurus thailandensis Endrödi, 1978
- Eophileurus tibialis Zhang, 1991
- Eophileurus variolipennis Prell, 1913